# دژ گل خندان
دژ گل خندان مربوط به دوره ساسانیان است و در شهرستان پردیس، روستای گل خندان واقع شده و این اثر در تاریخ ۵ آذر ۱۳۷۹ با شمارهٔ ثبت ۲۸۸۸ به‌عنوان یکی از آثار ملی ایران به ثبت رسیده است. مصالح به‌کار رفته در بنای این دژ از جنس گچ، ساروج و سنگ است. این قلعه تاریخی بالای تپه ای قرار دارد و محل برخورد دو رودخانه ی بومهن و رودهن است. 

## نگارخانه

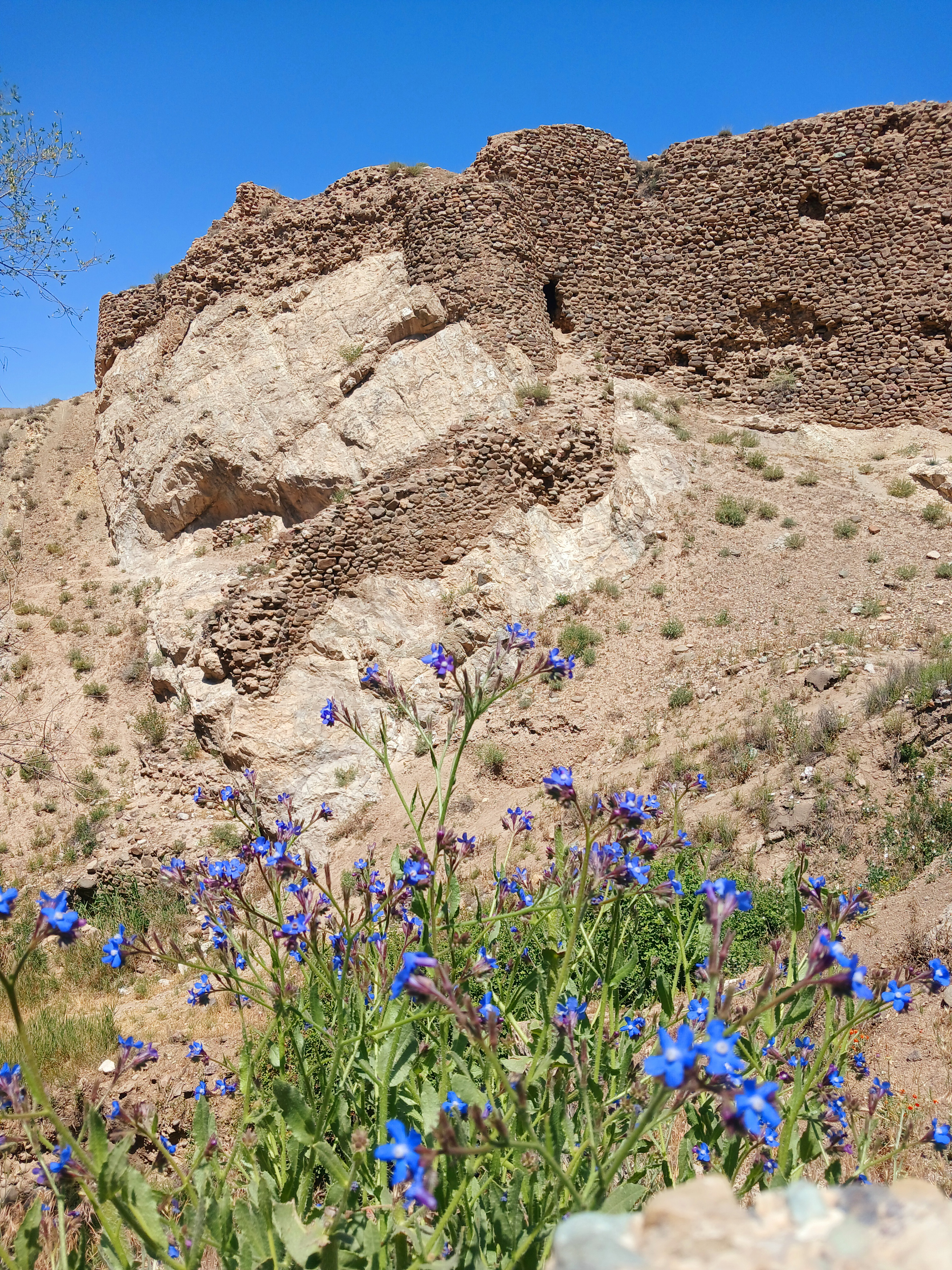
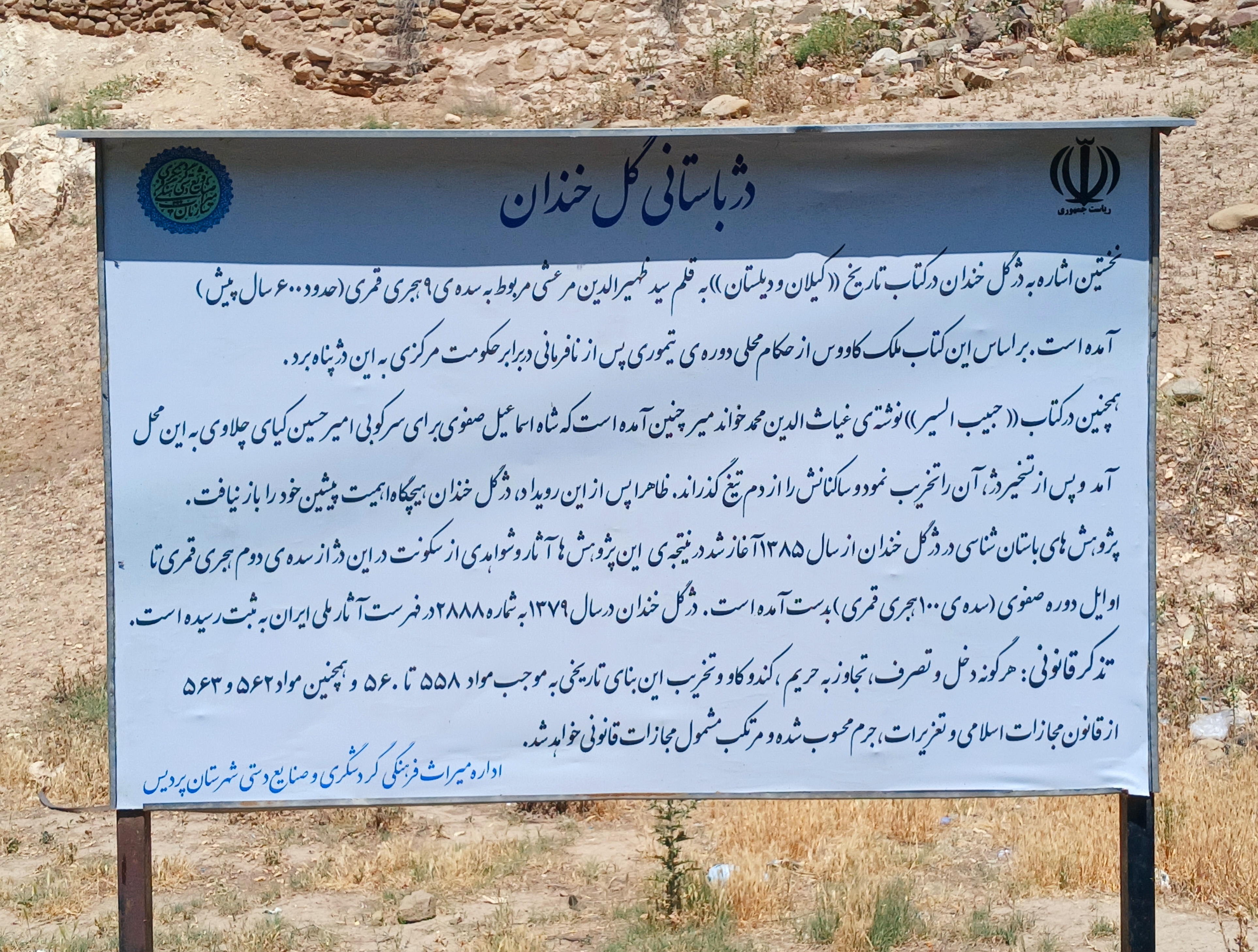
معرفی نامۀ دژ
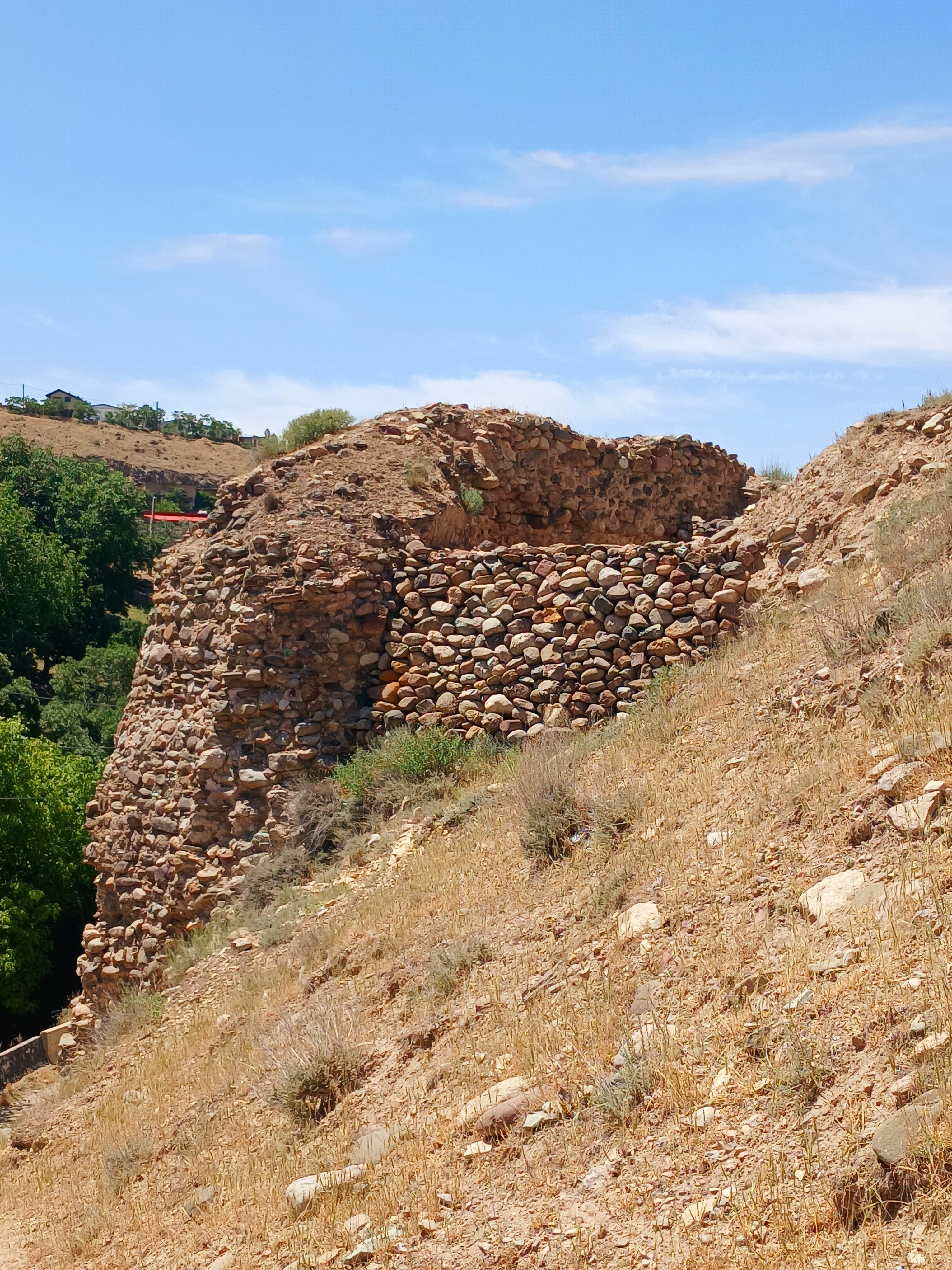
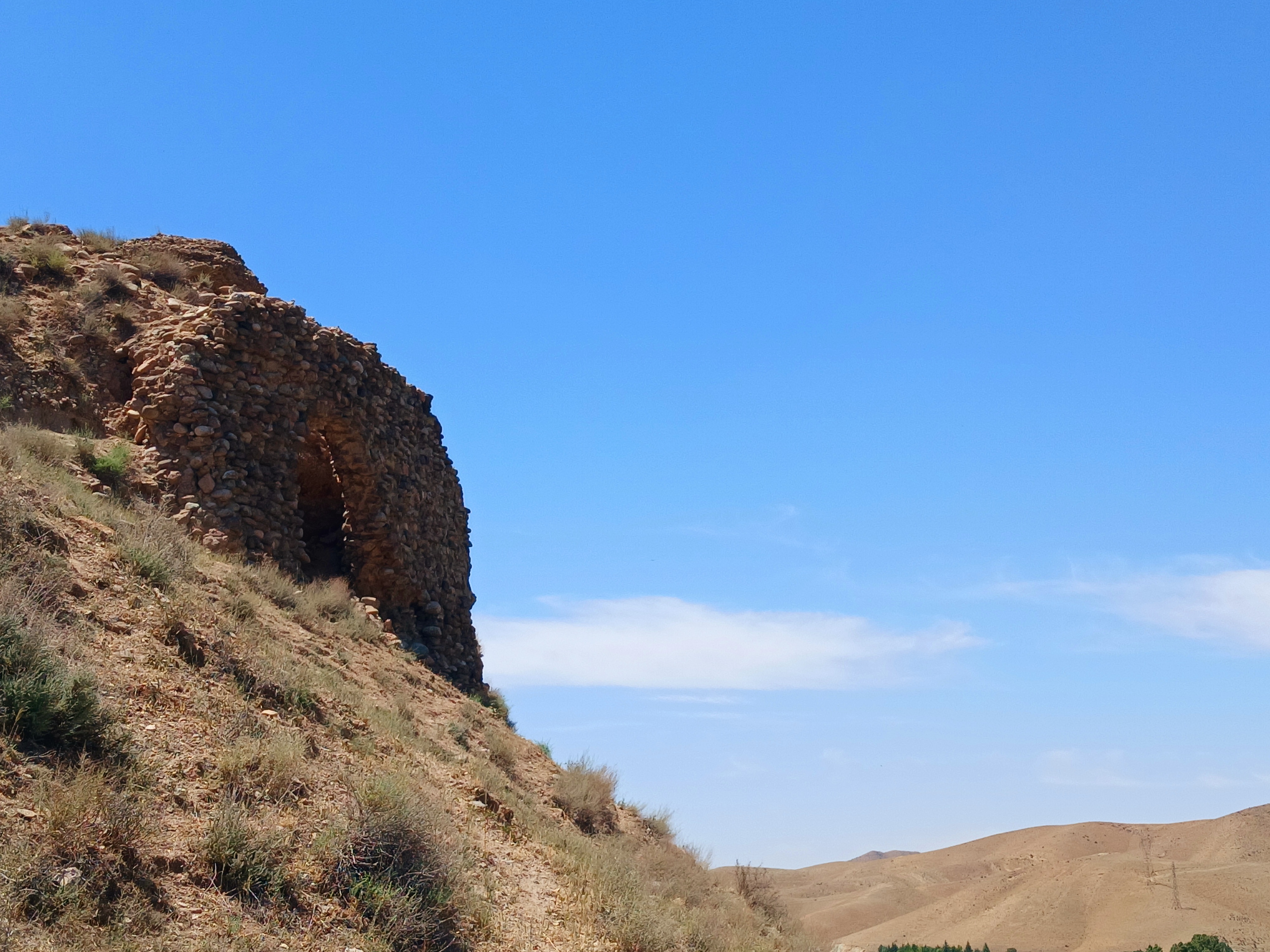
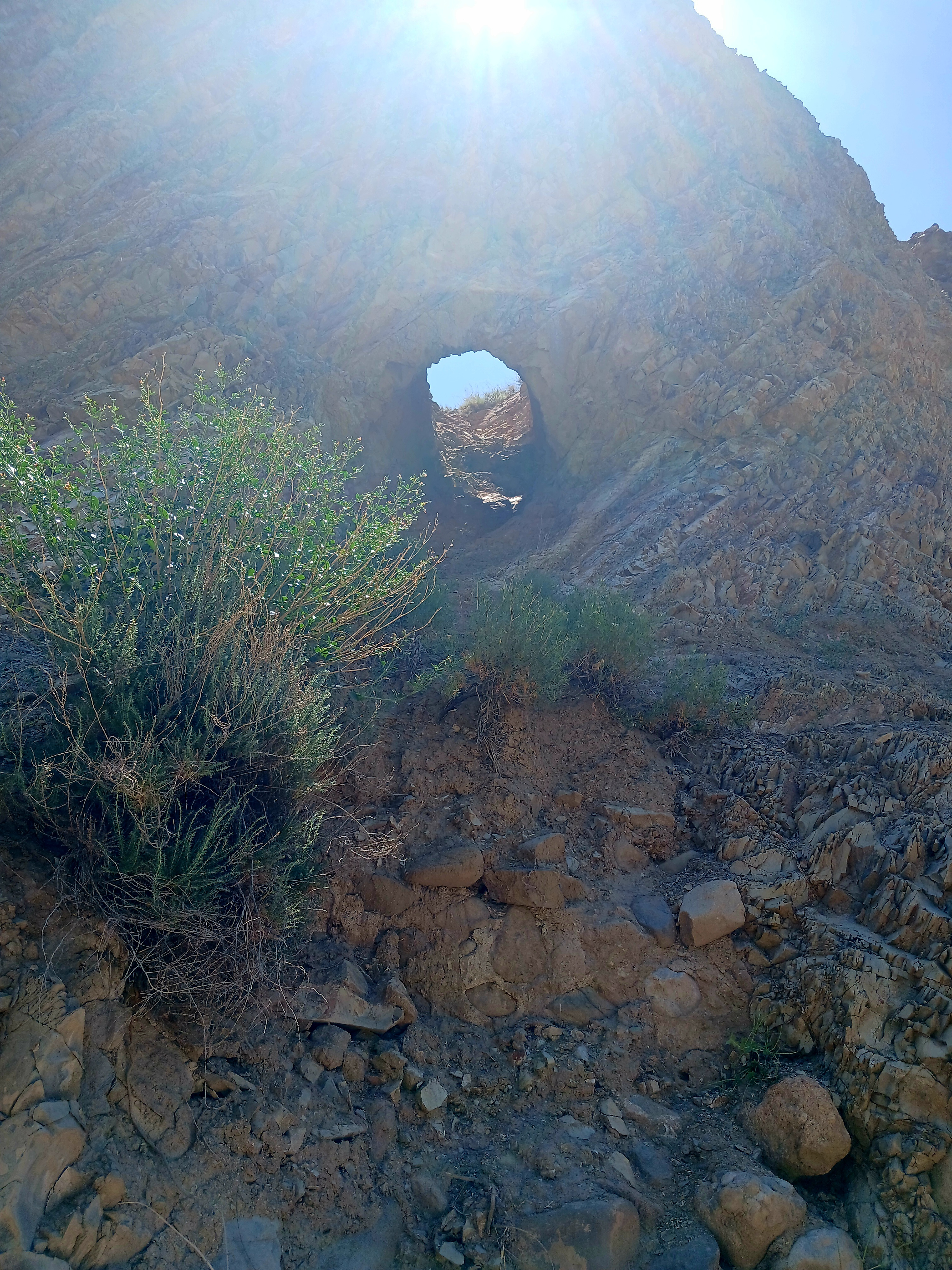